# Jonathan Carr
Jonathan Carr (1942-2008) byl britský novinář a autor, který žil a pracoval především v Německu.
Narodil se v Berkhamstedu v anglickém hrabství Hertfordshire.
Pracoval postupně jako korespondent pro Reuters, Radio Svobodná Evropa, časopis The Economist, deník The Financial Times a opět pro The Economist. Profesionálně se setkal s kancléřem Helmutem Schmidtem; nakonec se vztah rozvinul v blízké osobní přátelství. V roce 1985 Carr napsal životopis Helmut Schmidt: Helmsman of Germany.  
Jeho kniha z roku 1993 Goodbye Germany (Sbohem Německo) při příležitosti sjednocení Německa se stala mezinárodním bestsellerem a v roce 1998 napsal životopisné dílo Mahler: A biography o tomto rakouském skladateli.
Zemřel v Königswinteru v Severním Porýní-Vestfálsku ve věku 66 let 12. června 2008, v den vydání své poslední knihy The Wagner Clan. 

## Práce
- Helmut Schmidt: Helmsman of Germany. New York: St Martinův tisk, 1985. ISBN 0-312-36744-9
- Mahler: A biography. Woodstock, NY: Overlook Press, 1998. ISBN 0-87951-802-2 ISBN 0-87951-802-2
- The Wagner Clan: The Saga of Germany's Most Illustrious and Infamous Family. Atlantic Monthly Press, 2007. ISBN 0-87113-975-8 ISBN 0-87113-975-8